# Artista nazionale

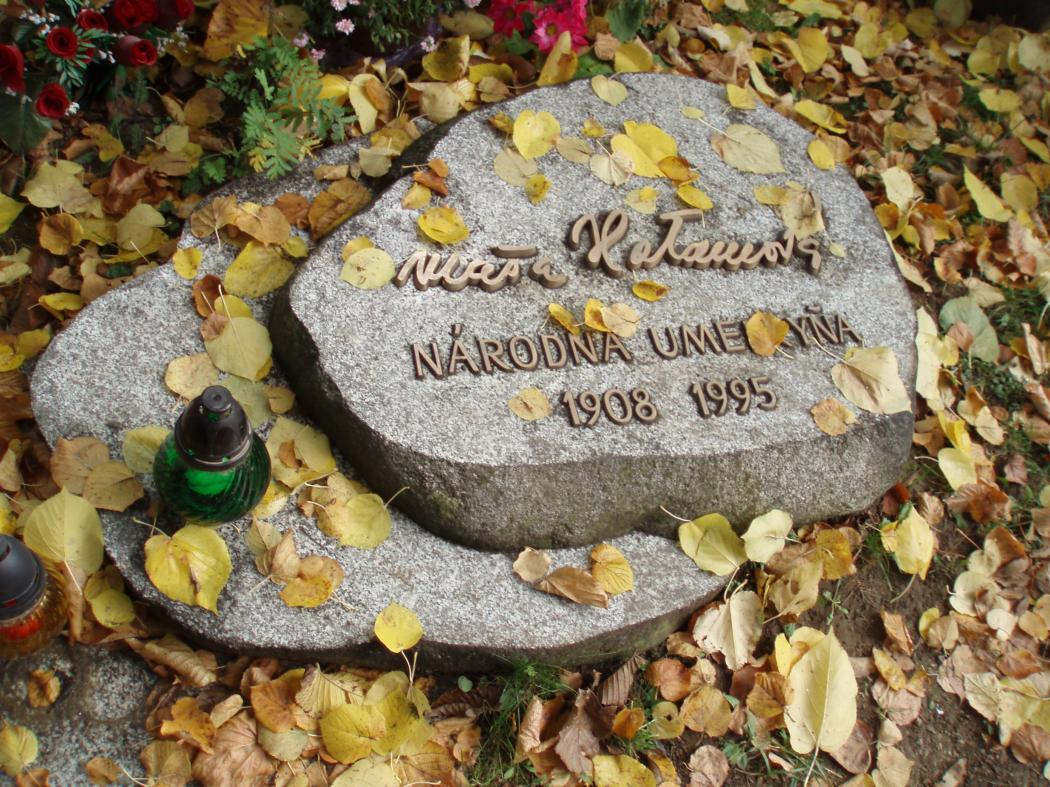
La semplice tomba di Maša Haľamová al Cimitero nazionale di Martin non tralascia l'indicazione Národná umelkyňa, artista nazionale in slovacco.

Il titolo di Artista nazionale (in ceco: Národní umělec; in slovacco Národný umelec) fu un titolo onorifico cecoslovacco,  stabilito con la legge 130/1948 del 6 maggio 1948, riservato agli artisti di nazionalità ceca o slovacca e dal 1954 ai cittadini cecoslovacchi, i quali con «la loro attività artistica di livello assolutamente eccezionale e di sua straordinaria importanza avessero arricchito in modo permanente la cultura nazionale».
Già prima che la legge entrasse in vigore il governo aveva nominato un totale di 33 artisti nazionali. Fin dalla riunione del governo del 9 novembre 1945 in occasione del conferimento del titolo d'onore ai pittori Ludvík Kuba, Max Švabinský, Václav Špála e Václav Rabas sorse la richiesta che fosse elaborata una norma che desse un regolare fondamento legislativo al conferimento del titolo. Il titolo era conferito dal presidente della repubblica. L'artista nazionale aveva diritto a esibire il distintivo d'onore. 
Il titolo non fu conferito solo per l'alta qualità artistica, ma una parte notevole della motivazione dei conferimenti era il conformismo politico dell'artista verso il regime. Agli artisti nazionali spettava anche un vitalizio, parificato allo stipendio dei professori di scuola superiore. Nel 1954 una nuova legge modificò il diritto al vitalizio, che divenne facoltativo ad arbitrio del governo. Anche per questo motivo, il conferimento del titolo divenne uno strumento del potere politico in mano al regime, che se ne serviva per controllare la vita artistica cecoslovacca. Nel 1953 si aggiunse al titolo di artista nazionale, il titolo inferiore di artista meritevole, conferito dal governo. 
Il titolo fu abolito con la legge n. 404/1990.

## Insigniti
Fra il 1945 e il 1989 vi furono 316 artisti insigniti, di cui 221 cechi e 95 slovacchi.